# Muchtar Qul-Muchammed

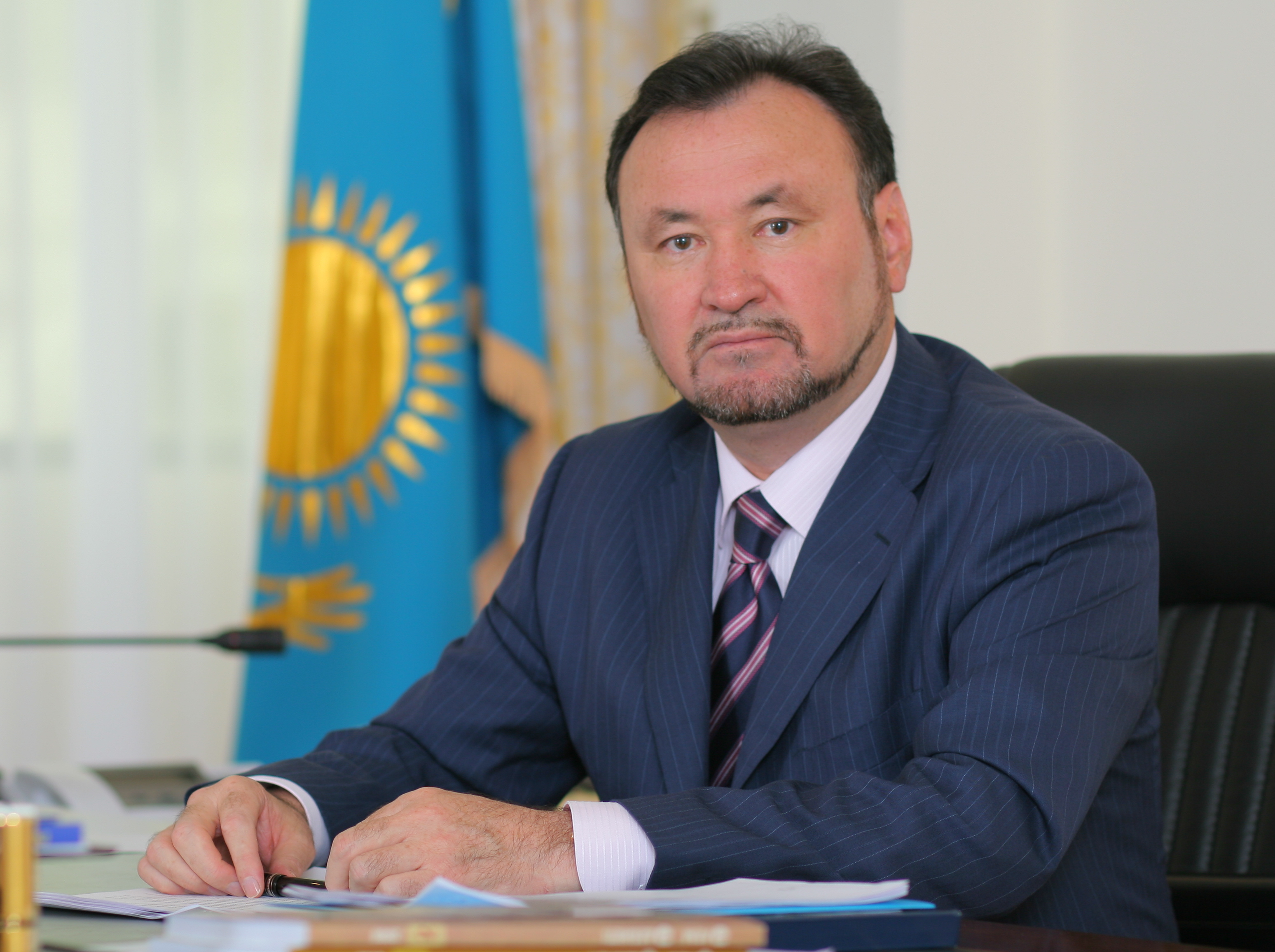
Muchtar Qul-Muchammed (2011)

Muchtar Abraruly Qul-Muchammed (kasachisch Мұхтар Абрарұлы Құл-Мұхаммед, russisch Мухтар Абрарулы/Абрарович Кул-Мухаммед Muchtar Abraruly/Abrarowitsch Kul-Muchammed; * 12. Dezember 1960 in Tacheng, Xinjiang, China) ist ein kasachischer Politiker.

## Leben
Muchtar Qul-Muchammed wurde in der Stadt Tacheng in der Volksrepublik China geboren. 1961 zog er mit seiner Familie in die ursprüngliche Heimat Kasachstan, wo sie sich im Dorf Maqanschy im östlichen Teil des Landes niederließen.
1982 absolvierte er die Al-Farabi-Universität in Almaty. Von 1983 bis 1992 war er wissenschaftlicher Hauptredakteur und stellvertretender Chefredakteur der Ressorts Philosophie des Rechtes und Soziologie der Kasachischen Sowjetischen Enzyklopädie in Almaty. Von 1992 bis 1999 war er Direktor des Kleinunternehmens Atamura, Vorsitzender der geschlossenen Aktiengesellschaft Atamura und Präsident der Gesellschaft Atamura in Almaty. 1994 bis 1999 war Muchtar Qul-Muchammed nebenamtlich  an der Al-Farabi-Universität tätig.
1995 promovierte er mit einer Arbeit zum Thema Die Probleme der sozialen und politischen Geschichte Kasachstans des 18. Jahrhunderts und des Anfanges des 19. Jahrhunderts (nach Materialien der russischen Vorrevolutionsenzyklopädien). Im Jahre 1999 habilitierte er sich mit einer rechtswissenschaftlichen Schrift zum Thema Schaqyp Aqbajew und die Evolution der politischen Rechtsauffassungen der Persönlichkeiten von Alasch (Ende des 19. Jahrhunderts – Anfang des 20. Jahrhunderts). Am 31. Mai 2001 wurde ihm der Titel des Professors der Rechtswissenschaft verliehen.
In der Zeit von 1999 bis 2001 war er Abgeordneter des Senates des Parlaments der Republik Kasachstan, Sekretär des Komitees des Senates für Gesetzgebung und der gerichtlich-rechtlichen Reform und Vorsitzender des Komitees des Senates für sozial-kulturelle Entwicklung der kasachischen Hauptstadt Astana.
In den Jahren von 2001 bis 2003 war er Minister für Kultur und Information der Republik Kasachstan. Von 2003 bis 2006 war er Pressesprecher und Berater des kasachischen Präsidenten Nursultan Nasarbajew sowie von 2006 bis 2007 stellvertretender Leiter der Präsidialadministration. Von 2007 bis 2008 war er Äkim (Gouverneur) des Gebietes Qysylorda.
Nebenamtlich wurde Muchtar Qul-Muchammed im März 2008 zum speziellen Vertreter des Präsidenten der Republik Kasachstan auf dem Komplex Baikonur ernannt.
2008 bis 2010 war er Minister für Kultur und Information der Republik Kasachstan und von 2010 bis 2012 Minister für Kultur der Republik Kasachstan. Von 2012 bis 2013 hatte er das Amt des Staatssekretärs der Republik Kasachstan inne. Im Anschluss war er bis 2014 Minister für Kultur und Information der Republik Kasachstan. Von 2014 bis 2016 war er Berater des Präsidenten der Republik Kasachstan. Im Jahre 2015 leitete er den Republikanischen öffentlichen Stab (RÖS) zur Unterstützung der Kandidatur von Nursultan Nasarbajew zur Präsidentschaftswahl.
Seit dem 6. Mai 2016 ist Muchtar Qul-Muchammed erster stellvertretender Vorsitzender der Partei Nur Otan. Am 1. Februar 2018 wurde er per Dekret des Präsidenten Kasachstans zum Abgeordneten im kasachischen Senat ernannt. Dort ist er seit 2019 Vorsitzender des Ausschusses für internationale Beziehungen, Verteidigung und Sicherheit.

## Veröffentlichungen
- Kasachische Chronik (nach den russischen Enzyklopädien) (1994)
- Probleme der Geschichte Kasachstans in den russischen Vorrevolutionsenzyklopädien (1994)
- Schaqyp Aqbajew: der Politiker, der Patriot, der Rechtswissenschaftler (1995)
- Veteran von Alasch. Politische und rechtliche Ansichten von Sch. Aqbajew (1996)
- Entwicklung der politischen und rechtlichen Ansichten der Persönlichkeiten von Alasch (1998)
- Bildung und Entwicklung der staatlich-rechtlichen Ideen der Führer von Alasch-Orda (1999)
- Das Kolonialregime in Kasachstan (1868–1917) (2000)
- Gesetzgebung: Probleme und Suche (2000)
- Programm Alasch: Verfälschung und Wirklichkeit (2000)

Muchtar Qul-Muchammed ist Autor von mehr als 200 wissenschaftlichen und populärwissenschaftlichen Publikationen.

## Auszeichnungen
- Orden Parasat (2010)
- Orden „Kurmet“ (2004)
- Medaille „10 Jahre von Astana“ (2008)
- Träger des Staatlichen Preises der Republik Kasachstan (1996)
- Ehrenbürgerschaft der Stadt Astana
- Ehrenbürgerschaft des Bezirkes Abai
- Ehrenbürgerschaft des Bezirkes Ajagös